# Cantón de Berna
El cantón de Berna (BE, en alemán Kanton Bern, en francés Canton de Berne, en italiano Cantone Berna y romanche Chantun Berna) es uno de los 26 cantones suizos y uno de los tres cantones bilingües de Suiza. Su capital es la también capital de la Confederación Suiza, Berna.

## Historia
El cantón de Berna desciende de la «Respublica Bernensis». Esta vasta ciudad-estado al norte de los Alpes había sido creada por la ciudad de Berna, fundada en 1191 por Bertoldo V de Zähringen. Su soberanía se extendía del lago Lemán hasta Argovia. Miembro de la Confederación desde 1353, Berna accede después de la Reforma (1528) al rango de potencia europea. El cantón de Berna fue el sexto cantón que se adhirió a la joven Confederación Helvética.
El área del cantón de Berna consiste en territorios adquiridos por su capital, principalmente en los siglos XIV y XVI:
- Laupen (1324)
- Hash y Meiringen (1334)
- Thun y Burgdorf (1384)
- Unterseen y el Valle superior del Simme (1386)
- Frutigen (1400)
- Valle inferior del Simme (1439 - 1449)
- Interlaken, con Grindelwald, Lauterbrunnen y Brienz (1528)
- Saanen o Gessenay (1555)
- Köniz (1729)
- El Jura bernés y Biel/Bienne (1815, del Obispado de Basilea).

Algunas regiones previamente conquistadas dejaron el cantón en el año de 1798: Argovia (1415), Aigle y Grandson (1475), Vaud (1536) y el Pays d'En-Haut, incluido el Château d'Oex (1555). De 1798 a 1802 el Oberland formó un cantón separado de la República Helvética, llamado Cantón de Thun, con Thun como capital. En 1979 una parte del Jura se separó del Cantón de Berna para formar un cantón independiente, el cantón de Jura. En 1994, el distrito de Laufen se separó también del cantón de Berna, para pasar al cantón de Basilea-Campiña.

## Geografía
El cantón de Berna se sitúa en el oeste de Suiza en la región conocida como Mittelland en la meseta suiza, en el Röstigraben, la frontera entre la parte francófona y germanohablante del país. Se extiende desde los Alpes berneses hasta el Jura atravesando la meseta suiza. Su frontera limita con otros 11 cantones. Al norte con los cantones de cantón de Jura y con el cantón de Neuchatel, al oeste con los cantones de Vaud y Friburgo, al suroeste con el Valais, al noreste con  Soleura y Argovia, al este con Lucerna y Obwalden y Nidwalden y al sureste Uri. 
El cantón es uno de los más ricos geográficamente de Suiza. Está compuesto por varias regiones, de noroeste a sureste: 
- Jura bernés: principal zona francófona del cantón, región montañosa asentada en la cordillera del Jura y compuesta por los territorios obtenidos en 1815 con el Congreso de Viena.
- Seeland: región bilingüe del cantón, situada en la meseta. Forma parte de la región lacustre de los Tres Lagos.
- Mittelland: formada principalmente por la planicie y algunos relieves. Principal zona agrícola del cantón y la de mayor densidad poblacional.
- Emmental-Alta Argovia: región prealpina de donde procede el famoso queso Emmental.
- Oberland bernés: Región montañosa formada por los Alpes berneses y lagos vestigios de la última glaciación, en ella se encuentra el sitio de Jungfrau-Aletsch-Bietschhorn, declarado patrimonio natural de la humanidad por la Unesco.

La superficie del cantón es de 5.959 km², lo que lo convierte en el segundo cantón por superficie. El uso del suelo es de: 31% de bosques, 43,3% de superficie cultivable, 6,4% de superficie residencial y de transporte y 19,6% de superficie improductiva constituida por la parte montañosa del cantón. El punto de mayor altitud del cantón es el Finsteraarhorn que culmina a 4.274 m s. n. m., otros puntos importantes son: Aletschhorn (4.195 m) y la Jungfrau (4.148 m). El punto más bajo se encuentra en el río Aare a la altura de Wynau (401,5 m).
El río Aare constituye el principal afluente de todo el cantón pues lo atraviesa casi en su totalidad, otros ríos importantes son el Simme, el Emme, el Sense, el Saane y la Suze. Además el cantón tiene tres lagos de relativa importancia: el lago de Bienne en la región del Seeland, y los lagos de Thun y Brienz en la región del Oberland bernés. Además el cantón comparte una pequeña porción del lago de Neuchâtel.

## Demografía
Berna es el segundo cantón más poblado de Suiza,  después de Zúrich, con 969 299 habitantes. En 2007, el 12,5% de la población era de origen extranjero (119.930 habitantes), porcentaje inferior a la mediana suiza (20% aproximadamente). 
El cantón de Berna es uno de los tres cantones bilingües de Suiza junto con Friburgo y el Valais. Esto significa que las dos lenguas, alemán y francés, tienen un estatus oficial, por lo que son consideradas iguales ante el gobierno y la administración. Sin embargo, el alemán es la lengua oficial única en 8 de los 10 distritos administrativos, mientras que el francés lo es en 1, el último siendo el único distrito administrativo bilingüe en el que las dos lenguas son también oficiales. Esto último demuestra que el cantón es mayoritariamente germanohablante (84% de hablantes de alemán bernés), mientras que el francés representa el 7,6%.

### Religión
La mayoría de la población de Berna es protestante (77 %, según el censo de 2018) y la mayor parte pertenecen a la Iglesia Reformada Suiza, la cual es reconocida como iglesia estatal (Landeskirche), de modo que esta sea autónoma y gobernada de manera democrática. El cantón es también sede de un gran número de pequeñas iglesias de vocación evangélica que no están afiliadas con la iglesia del estado. Muchos de los grupos evangélicos provienen de la región del Emmental o del Oberland, donde tienen una larga tradición. Algunos de los grupos religiosos presentes en Estados Unidos como los amish y los menonitas fueron fundados o cofundados por migrantes berneses en los EE. UU.
El cantón tiene además una importante comunidad católica que representa el 16% de la población, la cual está incluida en la diócesis de Basilea. También existe une pequeña comunidad judía reconocida también por la ley. Como en otras partes de Suiza, existen otras comunidades religiosas, introducidas mayoritariamente por migrantes, entre los que se encuentran: sijs, mormones y musulmanes. Cabe recordar que la ciudad de Langenthal, situada en la región de Alta Argovia fue una de las causantes de la controversia sobre minaretes en Suiza.

## Economía
El turismo es la mayor fuente de ingresos del Oberland bernés. Otros sectores importantes son la agricultura (especialmente la ganadería bovina), la producción de queso, y la generación de energía hidroeléctrica. El queso emmental es conocido en todo el mundo es originario del cantón. El área alrededor del lago de Bienne es productora vitícola, mientras que la ciudad de Biel/Bienne y la región del Jura bernés trabajan alrededor de la industria mecánica, de precisión y sobre todo relojera.
El cantón es sede de importantes empresas como la Ascom, los Ferrovías Federales Suizas, Galenica, Longines, Grupo Rehau, Swisscom, Swatch, Toblerone (actualmente propiedad de Kraft Foods), la Oficina de correos de Suiza, entre otras.

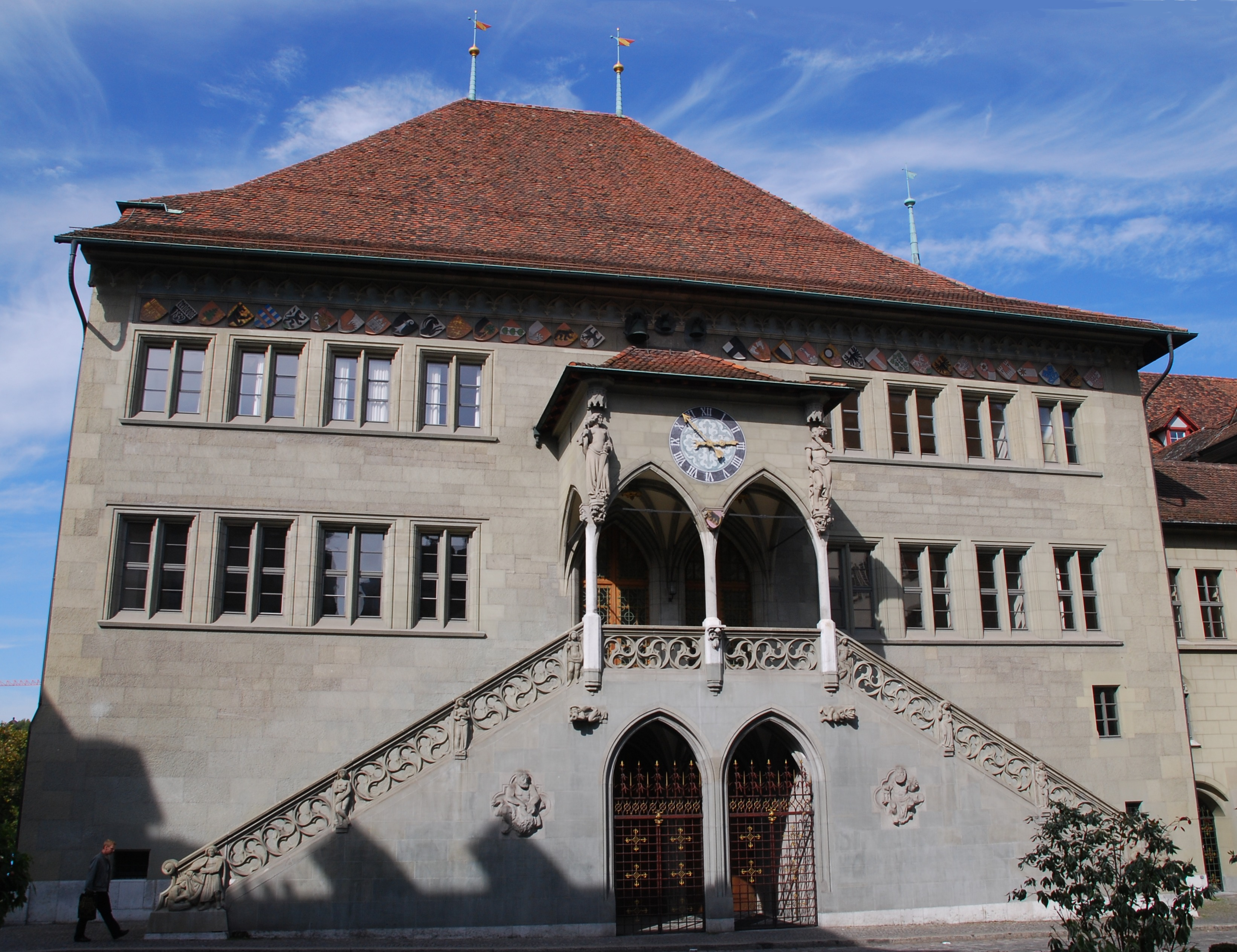
Rathaus, sede del parlamento cantonal.

## Gobierno
Berna cuenta con un parlamento unicameral llamado Gran Consejo de Berna (alemán: Grosser Rat, en francés: Grand Conseil), el cual está formado por 160 diputados elegidos según el sistema proporcional, por un período de cuatro años. El Jura bernés tiene asegurados 12 diputados, mientras que la minoría francófona del distrito administrativo de Biel/Bienne tiene asegurados 3 diputados.
El órgano ejecutivo está formado por el Consejo Ejecutivo de Berna (alemán: Regierungsrat, francés: Conseil-Exécutif). Se trata de un órgano colegial formado por 7 miembros elegidos popularmente por un período de 4 años. La constitución cantonal reserva un puesto a la minoría francófona.
| Elecciones cantonales de Berna de 2022               |       |         |             |
| Partido                                              | %     | Escaños | +/-         |
| Unión Democrática de Centro (SVP/UDC)                | 25,83 | 44/160  | 2           |
| Partido Socialista Suizo (SP/PS)                     | 18,89 | 32/160  | 6           |
| Los Verdes (Grüne/Les Verts)                         | 12,65 | 19/160  | 5           |
| Partido Liberal Radical Suizo (FDP/PLR)              | 11,26 | 18/160  | 2           |
| Partido Verde Liberal (GLP/PVL)                      | 9,81  | 16/160  | 5           |
| El Centro (Die Mitte/Le Centre)                      | 7,35  | 12/160  | 1           |
| Partido Popular Evangélico (EVP/PES)                 | 5,57  | 9/160   | 1           |
| Unión Democrática Federal (EDU/UDF)                  | 4,15  | 6/160   | 1           |
| Partido Socialista Autónomo del Sur de Jura (PSA-SJ) | 4,15  | 2/160   | Sin cambios |
| Alternativa Izquierda (AL/La Gauche)                 | 0,63  | 1/160   | Sin cambios |
| Independiente                                        | 0,55  | 1/160   |             |

## Subdivisiones

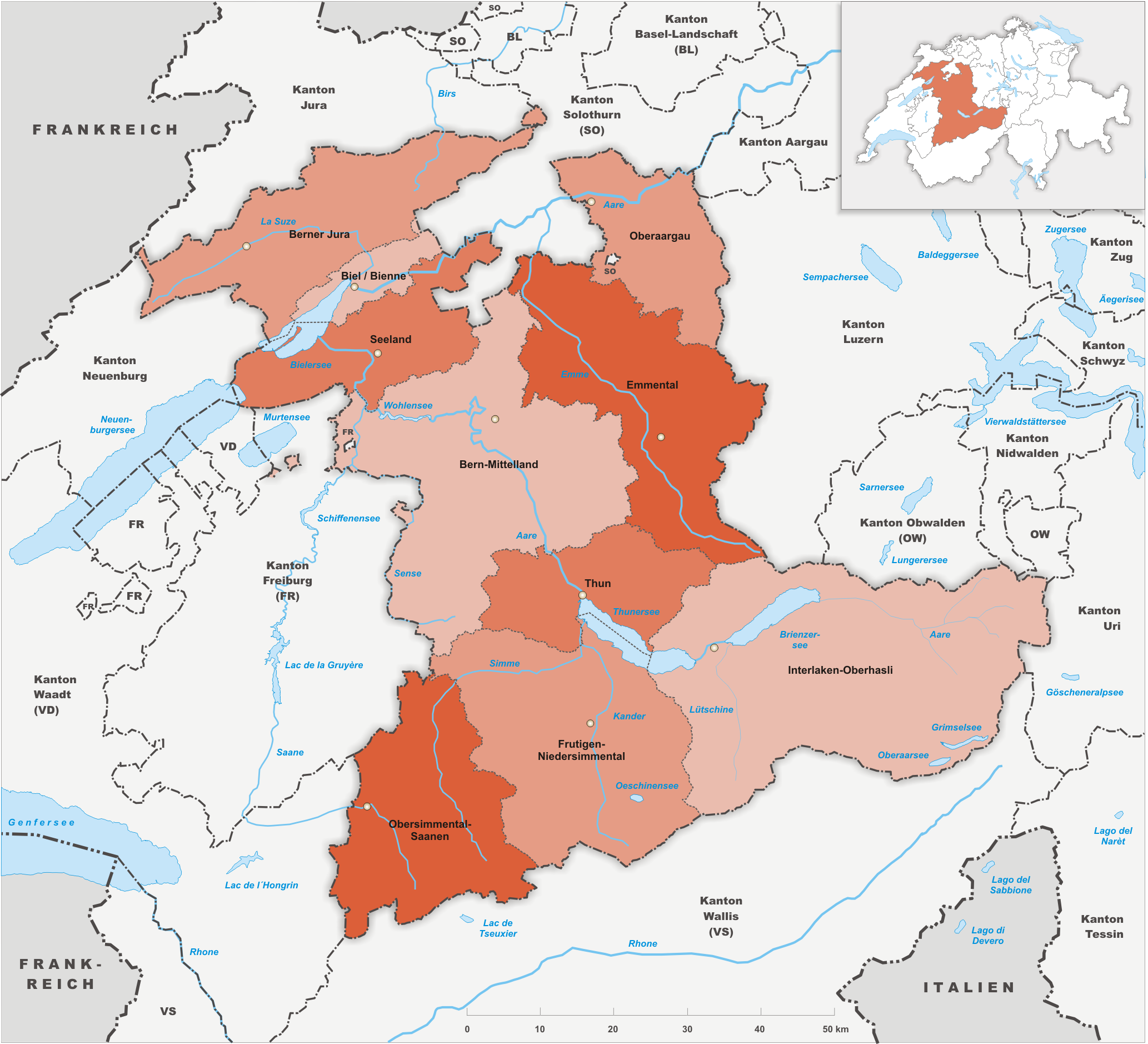
Regiones y distritos administrativos del cantón de Berna en 2010.

Antiguamente el cantón de Berna se encontraba dividido en 26 distritos que correspondían en su mayoría a los territorios de las bailías históricas dominadas por la ciudad-estado de Berna. A partir del 1 de enero de 2010 entró en vigor la nueva organización territorial del cantón de Berna que modificó los antiguos 26 distritos transformándolos en tan solo 10 distritos administrativos.
| Distrito administrativo  | Región administrativa |
| ------------------------ | --------------------- |
| Jura bernés              | Jura bernés           |
| Berna-Mittelland         | Berna-Mittelland      |
| Emmental                 | Emmental-Alta Argovia |
| Alta Argovia             | Emmental-Alta Argovia |
| Frutigen-Niedersimmental | Oberland              |
| Interlaken-Oberhasli     | Oberland              |
| Obersimmental-Saanen     | Oberland              |
| Thun                     | Oberland              |
| Biel/Bienne              | Seeland               |
| Seeland                  | Seeland               |

### Reparticiones anteriores

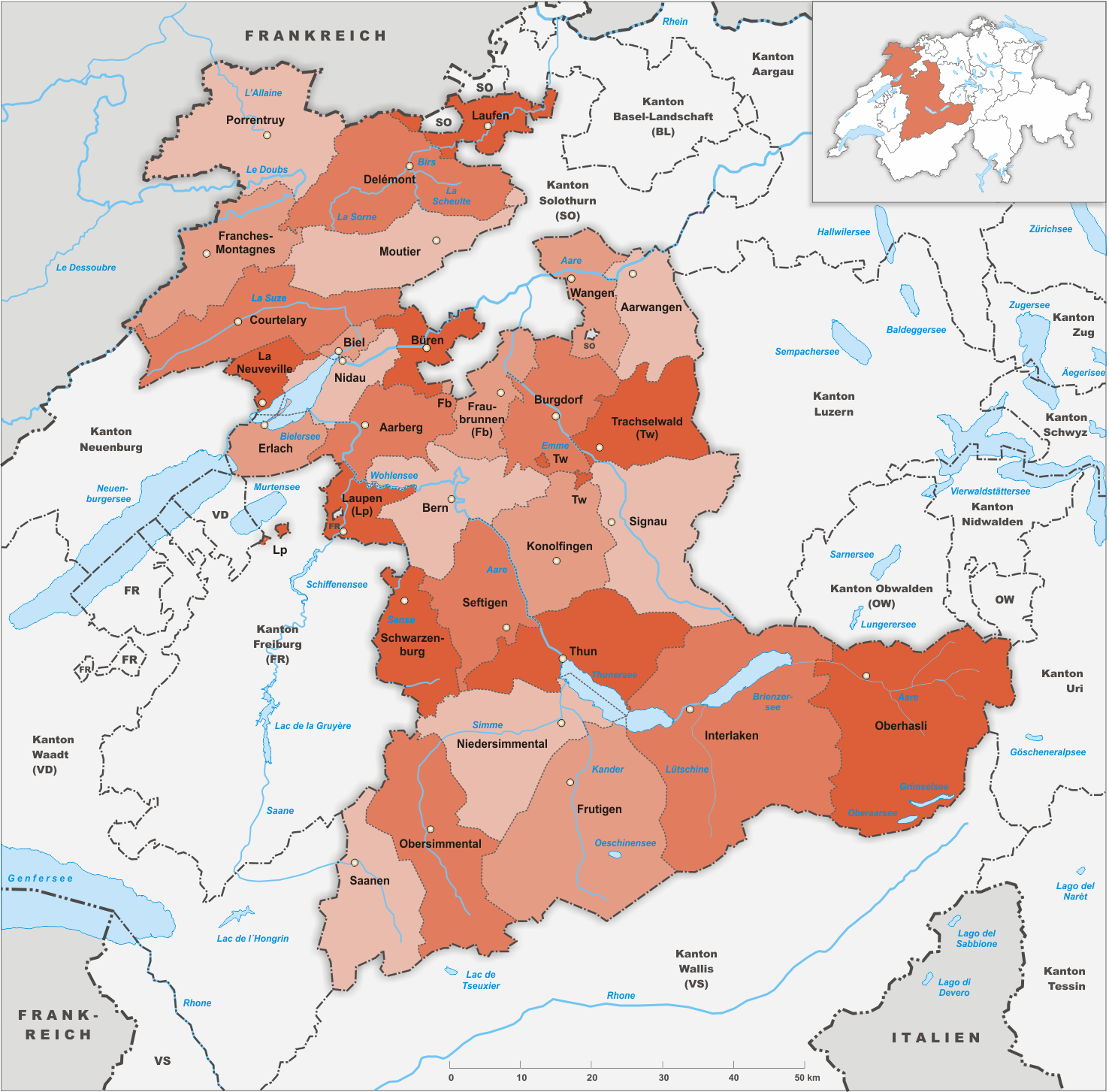
Distritos del cantón de Berna hasta el 31 de diciembre de 1978
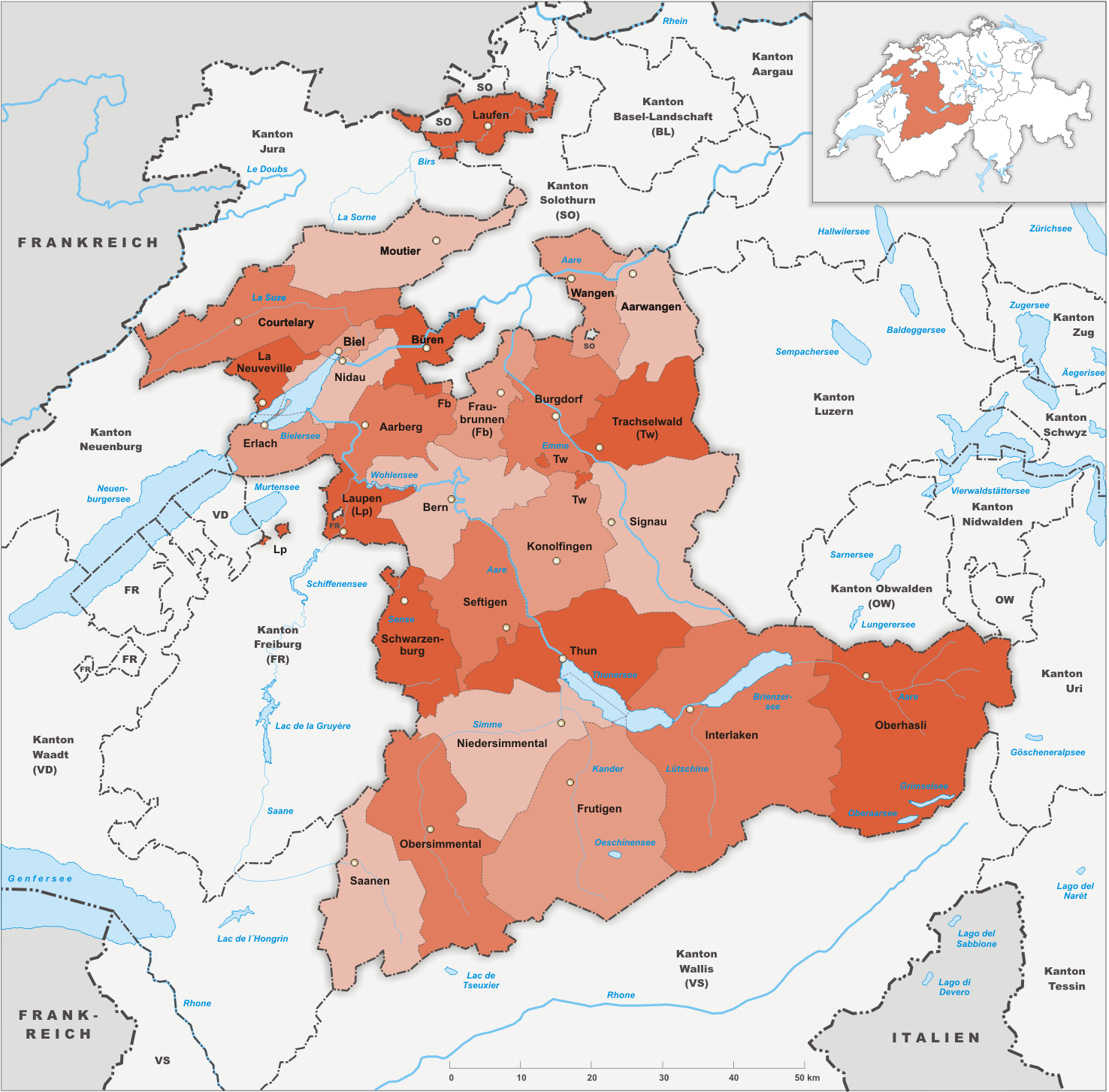
Distritos del cantón de Berna hasta el 31 de diciembre de 1993
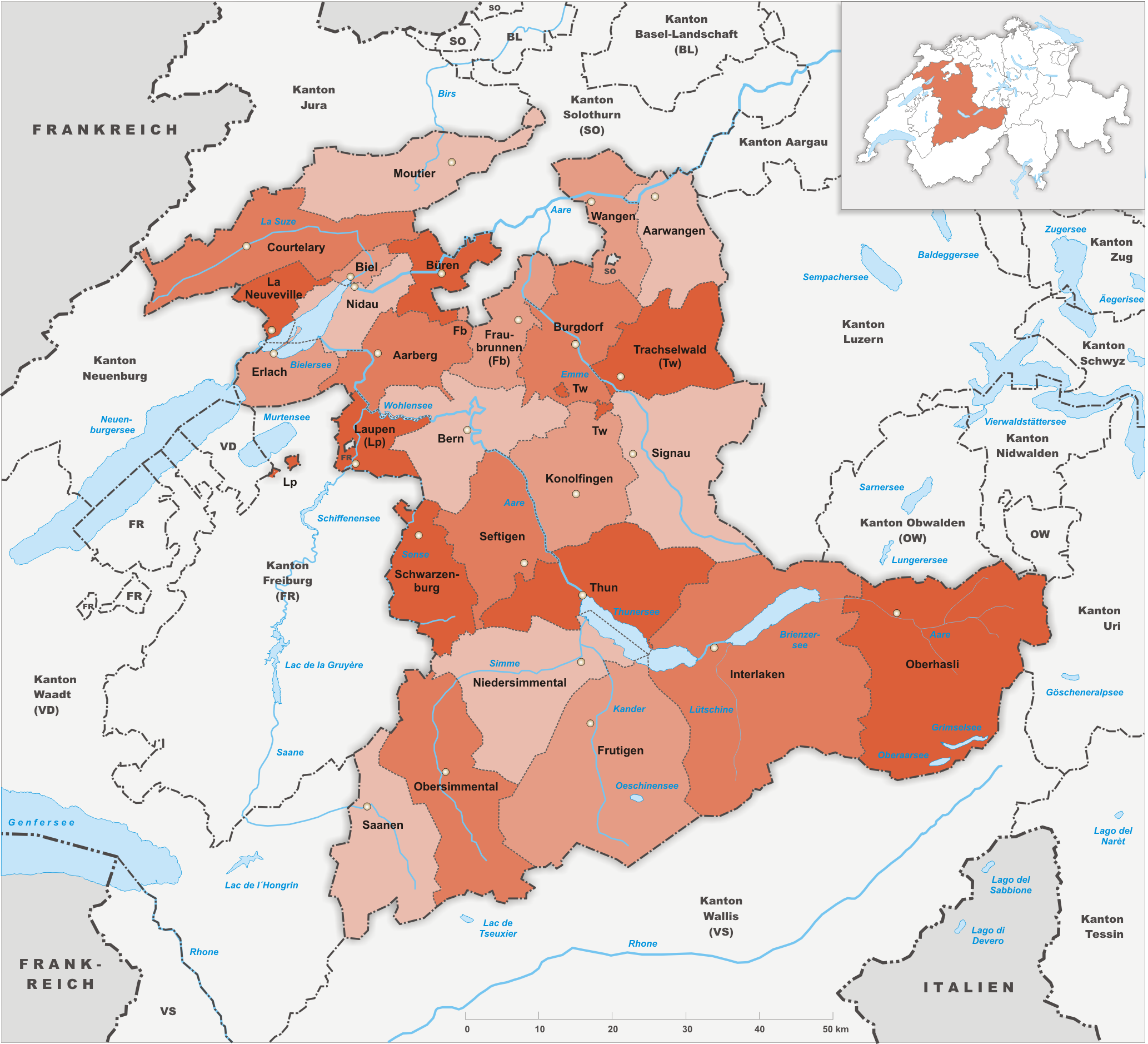
Distritos del cantón de Berna hasta el 31 de diciembre de 2009

## Comunas

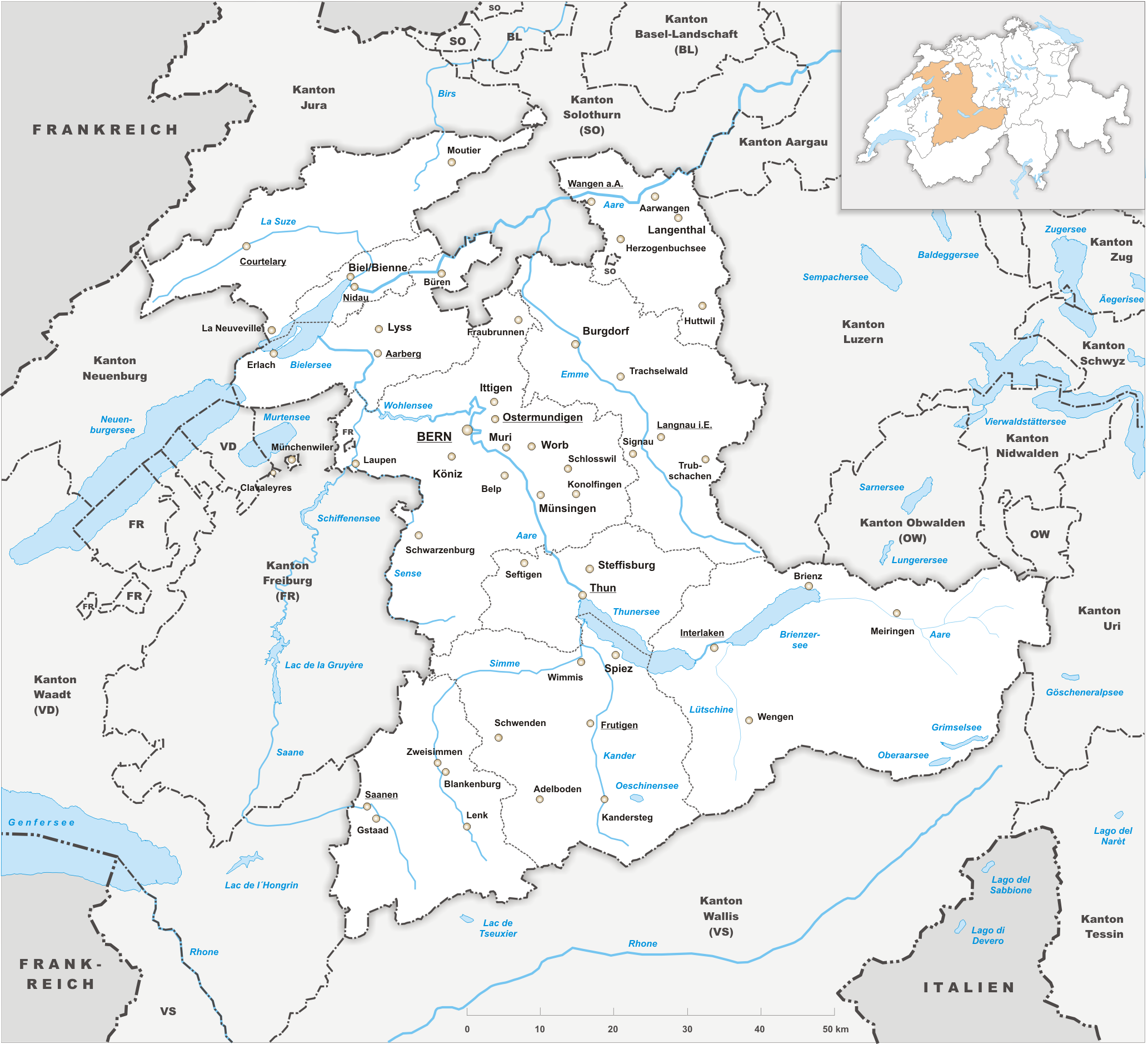
Comunas principales.

El cantón de Berna cuenta con catorce ciudades de más de 10 000 habitantes:
(31 de diciembre de 2008)
| - Berna, 122.925 Hab. - Biel/Bienne, 50.013 Hab. - Thun, 42.129 Hab. - Köniz, 37.974 Hab. - Steffisburg, 15.379 Hab. - Burgdorf, 15.238 Hab. - Ostermundigen, 15.031 Hab. | - Langenthal, 14.944 Hab. - Muri bei Bern, 12.752 Hab. - Spiez, 12.453 Hab. - Lyss, 11.423 Hab. - Worb, 11.359 Hab. - Münsingen, 11.023 Hab. - Ittigen, 10.737 Hab. |